# O Seguinte é Esse
Albums de Barbatuques
Corpo do Som
(2003) Corpo do Som ao Vivo
(2008)
O Seguinte é Esse est le deuxième album du groupe Barbatuques.

## Contenu
| No  | Titre                          | Durée |
| --- | ------------------------------ | ----- |
| 1.  | Abduzidos                      | 1:43  |
| 2.  | Cheiro verde                   | 5:09  |
| 3.  | Baianá                         | 4:39  |
| 4.  | Sexta-Feira                    | 0:57  |
| 5.  | Skarabush                      | 3:14  |
| 6.  | Maufoxé                        | 0:39  |
| 7.  | Djengo                         | 2:12  |
| 8.  | DuBauru                        | 4:16  |
| 9.  | Bom S combina bem              | 2:42  |
| 10. | Carcará                        | 3:38  |
| 11. | Respirando                     | 1:06  |
| 12. | Tudo vem                       | 4:16  |
| 13. | Vento                          | 5:08  |
| 14. | Faz parte / Barbapapa´s Groove | 7:24  |